# Iglesia de San Onofre (Alguazas)
La Iglesia parroquial de San Onofre de Alguazas (Región de Murcia, España), es un templo perteneciente a la diócesis de Cartagena, cuyas obras comenzaron en 1529 por el maestro albañil Alonso de Cabrera en estilo mudéjar, con posteriores añadidos barrocos en la portada y la capilla del Rosario, además de neoclásicos en el crucero y la cúpula.

Está declarada Bien de Interés Cultural.

## Historia
Después de la reconquista, Alguazas fue propiedad de Dña. María de Molina, pero en 1311 el rey Fernando IV la donó al obispo de Cartagena a cambio del castillo de Lubrín, aunque en 1586 Felipe II incorporó el pueblo al patrimonio de la corona. En el momento de la construcción del templo la villa era señorío eclesiástico. En los primeros tiempos el culto cristiano tenía lugar en una capilla junto a la Torre Vieja, dedicada a San Onofre. En 1480, cuando este espacio se quedó pequeño, se construyó la ermita de San Sebastián, pero en 1528, al trasladarse la población a otro lugar, fue necesario edificar otro templo en el centro de la ciudad. En 1528 el obispo trazó una nueva villa y señalaron el lugar de la iglesia, que debía ser comenzada de inmediato. La cronología del templo se fija entre 1528 y 1535. En 1534 estaban construidos tres tramos del templo, es decir, prácticamente la totalidad. 

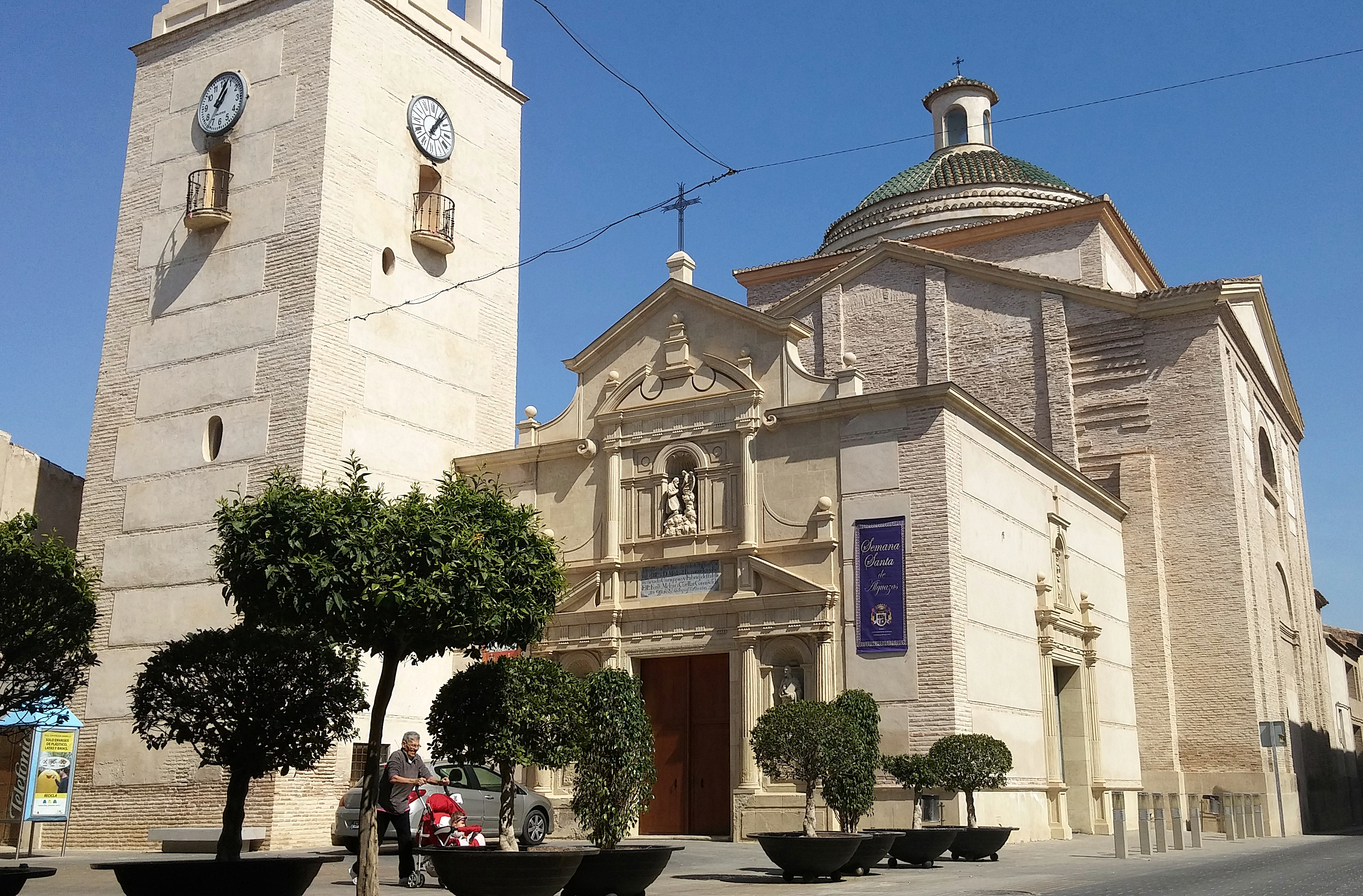
Panorámica completa de la fachada principal de la Iglesia de San Onofre de Alguazas

Parece ser que la iglesia tenía su entrada en uno de los lados, o por lo menos había una puerta que comunicaba con la calle paralela al lado de la Epístola. No se sabe el maestro que la construyó, pero sí el Deán y el vicario, así que encargarían a las personas que tenían cerca la traza y dirección de esta obra. Por estos años el albañil que tenía el cabildo era Juan de Cabrera el cual supervisó y dirigió las obras de otros templos del mismo tipo, como el templo de Albudeite. A finales del siglo XVIII se le añadió en el lado del ábside una gran cabecera de planta central, que domina todo el conjunto; el antiguo templo se convirtió en una nave del nuevo edificio neoclásico.

## Diseño Arquitectónico
La portada principal, adintelada, de estilo clásico, está formada por dos cuerpos. A derecha e izquierda del vano de acceso dos hornacinas albergan imágenes en piedra de San Pedro` y San Pablo, con sus atributos característicos. El frontón está partido, donde se encuentra un epígrafe labrado en piedra caliza gris con la fecha de su construcción (año 1642) y el nombre del obispo bajo cuyo episcopado se realiza la obra. El segundo cuerpo, de líneas geométricas y decoración a base de cubos y esferas con frontón curvo partido, alberga una hornacina con la imagen de San Onofre, patrón de la villa. El interior de la iglesia tiene planta de cruz latina con dos partes claramente diferenciadas: la nave central, donde se abren dos capillas a la izquierda, y el crucero.

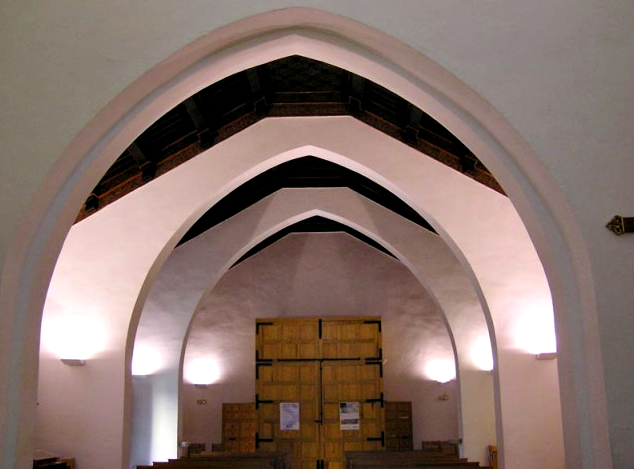
Nave Mudéjar de la Iglesia de San Onofre

La nave central de estilo mudéjar fue construida en el siglo XVI y está compuesta por los materiales y la estructura típica de estas obras: paredes de yeso y artesonado de madera. El artesonado está sostenido por arcos apuntados semejantes al de la Iglesia de San Bartolomé de Ulea. El crucero supone una ampliación de la iglesia primitiva. Se trata de una obra neoclásica de finales el siglo XVIII del arquitecto murciano Lorenzo Alonso. En el centro del crucero se alza la cúpula, rematada con una linterna, sobre pechinas decoradas con pinturas al fresco de los cuatro Evangelistas. La Capilla barroca de Ntra. Sra. del Rosario Aparecida, del siglo XVIII, se encuentra situada a la izquierda del crucero. Posee una pequeña cúpula dividida en ocho cascos, que se alza sobre pechinas ornadas con rocalla. En el altar se abre un camarín cubierto también con cúpula. En dicha capilla se encuentra el órgano, también del siglo XVIII.

## Obras y Esculturas

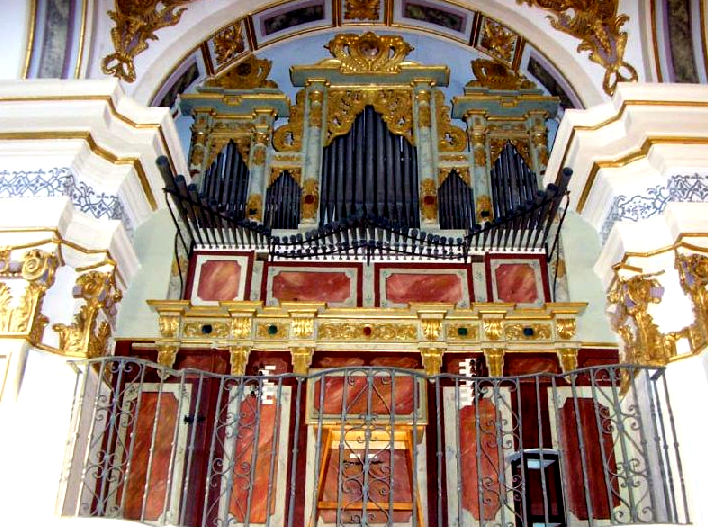
Órgano de la Iglesia de San Onofre

En la actualidad lo más destacado del ajuar artístico es el órgano de la iglesia, de 1734, restaurado recientemente en un taller de Cuenca. El instrumento mide cinco metros de alto por tres de ancho. También la imagen de la Virgen del Rosario Aparecida, de 1945, obra del escultor Sánchez Navarro y restaurada por el escultor Hernández Navarro; y la imagen de San Onofre, talla del escultor González Moreno. La cúpula de la iglesia se halla decorada con pinturas murales que representan a los cuatro Evangelistas (San Juan, San Lucas, San Marcos y San Mateo). Se pueden destacar otras obras como La Dolorosa (siglo XX), de Hurtado Meseguer; San Juan (1957) de Bernabé Gil; y Nazareno (siglo XX), de Bernabé Gil Riquelme.
La Iglesia de San Onofre no conserva ninguna de las imágenes barrocas que tuvo ya que la mayoría de su patrimonio escultórico más antiguo fue destruido durante la Guerra civil española. Las imágenes que hoy día se distribuyen por el templo son obras que, en el caso de la más veterana, son producto de la escultura sacra de la posguerra, siendo la pieza más valiosa el San Onofre que el escultor González Moreno talló a semejanza de la obra de Roque López.
Las obras escultóricas de la iglesia de San Onofre coinciden con el estilo barroco que impregnó la tradición escultórica en Murcia y buena parte de las obras seriadas de importantes talleres como el de Olot. Las obras de Roque López como el San Onofre de Alguazas han aportado cierta armonía en el conjunto escultórico que se reparte por el templo.